# Alison Bentley
Alison Janet Bentley (* 16. Dezember 1957; † 22. September 2023 in Oxford) war eine britische Jazzmusikerin (Gesang, Komposition), die sich auch als Gesangspädagogin und Autorin betätigte.

## Leben und Wirken
Bentley absolvierte ein postgraduales Jazzstudium in den frühen 1990er-Jahren an der Guildhall School of Music. Sie unterrichtete an vielen Orten Jazz und Gesang, unter anderem an der Oxford Brookes University. Begleitet von Liam Noble, Dave Jones und Hamish Birchall nahm sie 1993 ihr erstes Album mit eigenen Kompositionen auf (Women with Voice) und tourte national und international, unter anderem auf Festivals im Libanon, in Syrien und Hongkong. Weitere Aufnahmen folgten einer vom Arts Council finanzierten Tournee ihrer siebenköpfigen Band sowie Live-Auftritten bei BBC Radio 3 und 4. Des Weiteren arbeitete sie mit Künstlern wie Jonathan Gee, Jamie Cullum, Jim Mullen und mit internationalen Stars wie Van Morrison, Ray Charles, Dionne Warwick, Maddy Prior und Burt Bacharach. Sie sang außerdem Jazz- und Soul-Lieder in einer vielbeschäftigten Veranstaltungsband.
Ab 2013 schrieb Bentley Beiträge für London Jazz News, interviewte Künstler und rezensierte Live-Auftritte und CDs, wie etwa Joe Lovanos Other Worlds. Im Bereich des Jazz war sie laut Tom Lord zwischen 1993 und 2004 an acht Aufnahmesessions beteiligt, zuletzt mit dem Pianisten Martin Pickett (I'll Be with You Again). Bentley starb im September 2023 nach längerer Krankheit.
Sie verstarb am 22. September 2023 in Oxford.

## Diskographische Hinweise
- Alison Bentley Quartet (Slam, 1995), u. a. mit Mornington Lockett
- Women with Standards (Slam, 1997)
- Songs of Leonard Bernstein & Irving Berlin (Slam, 2002)